# Stuart Griffing
Stuart Lane Griffing, detto Stu (New Haven, 9 novembre 1926 – Cincinnati, 20 dicembre 2021), è stato un canottiere statunitense, vincitore della medaglia di bronzo nel quattro senza a Londra 1948 insieme a Frederick Kingsbury, Gregory Gates e Bob Perew.

## Palmarès
- Giochi olimpici

Londra 1948: bronzo nel quattro senza.